# РАФ-977ДМ
РАФ-977ДМ «Латвія» (4х2) — автобус особливо малого класу. Випускався Ризьким дослідницьким автобусним заводом в період 1969 до 1976 роки. Кузов автобуса — суцільнометалевий з несучою основою, чотиридверний (двоє дверей в передньому відділенні, одна бічна для входу в салон і одна ззаду).

## Модифікації
З 1961 по 1969 рік випускався мікроавтобус РАФ-977 модернізованою версією якого і є РАФ-977ДМ «Латвія».
Модифікації РАФ-977ДМ:
- РАФ-977ІМ — медичний;
- РАФ-977ЕМ — туристичний, випускався до 1974 року.

## Технічні характеристики
| Параметр                                                      | Параметр                                                    | Характеристика                                                                   | Характеристика                                                                   |
| ------------------------------------------------------------- | ----------------------------------------------------------- | -------------------------------------------------------------------------------- | -------------------------------------------------------------------------------- |
| Число місць                                                   | Число місць                                                 | 10                                                                               | 10                                                                               |
| Власна маса, кг                                               | на передню вісь                                             | 920                                                                              | 1675                                                                             |
| Власна маса, кг                                               | на задню вісь                                               | 755                                                                              | 1675                                                                             |
| Повна маса, кг                                                | на передню вісь                                             | 1230                                                                             | 2545                                                                             |
| Повна маса, кг                                                | на задню вісь                                               | 1315                                                                             | 2545                                                                             |
| Дорожні просвіти, мм                                          | під передньою віссю                                         | 230                                                                              | 230                                                                              |
| Дорожні просвіти, мм                                          | під задньою віссю                                           | 205                                                                              | 205                                                                              |
| Радіус повороту, м                                            | по осі сліду зовнішнього переднього колеса                  | 6,5                                                                              | 6,5                                                                              |
| Радіус повороту, м                                            | зовнішній габаритний                                        | 6,8                                                                              | 6,8                                                                              |
| Максимальна швидкість, км/год                                 | Максимальна швидкість, км/год                               | 110                                                                              | 110                                                                              |
| Гальмівний шлях зі швидкості 60 км/год, м                     | Гальмівний шлях зі швидкості 60 км/год, м                   | 23                                                                               | 23                                                                               |
| Контрольна витрата палива при швидкості 40 км/год, л/100 км   | Контрольна витрата палива при швидкості 40 км/год, л/100 км | 12                                                                               | 12                                                                               |
| Двигун                                                        | Двигун                                                      | ЗМЗ-977 карбюраторний, чотиритактний, чотирициліндровий                          | ЗМЗ-977 карбюраторний, чотиритактний, чотирициліндровий                          |
| Діаметр циліндра і хід поршня, мм                             | Діаметр циліндра і хід поршня, мм                           | 92 × 92                                                                          | 92 × 92                                                                          |
| Робочий об'єм, л                                              | Робочий об'єм, л                                            | 2,445                                                                            | 2,445                                                                            |
| Ступінь стиснення                                             | Ступінь стиснення                                           | 6,7                                                                              | 6,7                                                                              |
| Порядок роботи циліндрів                                      | Порядок роботи циліндрів                                    | 1-2-4-3                                                                          | 1-2-4-3                                                                          |
| Максимальна потужність, к. с.                                 | Максимальна потужність, к. с.                               | 75 при 4000 об/хв                                                                | 75 при 4000 об/хв                                                                |
| Максимальний крутний момент, кгс·м                            | Максимальний крутний момент, кгс·м                          | 17 при 2200 об/хв                                                                | 17 при 2200 об/хв                                                                |
| Карбюратор                                                    | Карбюратор                                                  | К-124                                                                            | К-124                                                                            |
| Електрообладнання                                             | Електрообладнання                                           | 12 В                                                                             | 12 В                                                                             |
| Акумуляторна батарея                                          | Акумуляторна батарея                                        | 6СТ-60                                                                           | 6СТ-60                                                                           |
| Переривник-розподільник                                       | Переривник-розподільник                                     | Р119                                                                             | Р119                                                                             |
| Котушка запалювання                                           | Котушка запалювання                                         | Б115                                                                             | Б115                                                                             |
| Свічки запалювання                                            | Свічки запалювання                                          | А14У                                                                             | А14У                                                                             |
| Генератор                                                     | Генератор                                                   | Г12                                                                              | Г12                                                                              |
| Реле-регулятор                                                | Реле-регулятор                                              | РР24                                                                             | РР24                                                                             |
| Стартер                                                       | Стартер                                                     | СТ21                                                                             | СТ21                                                                             |
| Зчеплення                                                     | Зчеплення                                                   | однодискове сухе                                                                 | однодискове сухе                                                                 |
| Коробка передач                                               | Коробка передач                                             | триступенева з синхроннізаторами на II і III передачах                           | триступенева з синхроннізаторами на II і III передачах                           |
| Головна передача                                              | Головна передача                                            | одинарна гипоїдная                                                               | одинарна гипоїдная                                                               |
| Передавальні числа                                            | коробки передач                                             | I — 3,115; ІІ — 1,772 III — 1,00; З. Х. — 3,738                                  | I — 3,115; ІІ — 1,772 III — 1,00; З. Х. — 3,738                                  |
| Передавальні числа                                            | центральної передачі                                        | 4,55                                                                             | 4,55                                                                             |
| Рульовий механізм                                             | Рульовий механізм                                           | глобоїдальний черв'як з двохгребневим роликом, передавальне число 18.2           | глобоїдальний черв'як з двохгребневим роликом, передавальне число 18.2           |
| Підвіска                                                      | передня                                                     | незалежна пружинна з поперечними важелями, амортизатори гідравлічні телескопічні | незалежна пружинна з поперечними важелями, амортизатори гідравлічні телескопічні |
| Підвіска                                                      | задня                                                       | на поздовжніх напівеліптичних ресорах, амортизатори гідравлічні телескопічні     | на поздовжніх напівеліптичних ресорах, амортизатори гідравлічні телескопічні     |
| Гальма                                                        | робочі                                                      | барабанні на всі колеса з гідравлічним приводом                                  | барабанні на всі колеса з гідравлічним приводом                                  |
| Гальма                                                        | стоянникові                                                 | барабанні з механічним приводом на трансмісію                                    | барабанні з механічним приводом на трансмісію                                    |
| Кількість коліс                                               | Кількість коліс                                             | 4+1                                                                              | 4+1                                                                              |
| Розмір шин                                                    | Розмір шин                                                  | 7,00-15                                                                          | 7,00-15                                                                          |
| Тиск повітря у шинах, кгс/см²                                 | передніх                                                    | 2,2                                                                              | 2,2                                                                              |
| Тиск повітря у шинах, кгс/см²                                 | задніх                                                      | 2,5                                                                              | 2,5                                                                              |
| Заправні об'єми, л, та рекомендовані експлуатаційні матеріали | паливний бак                                                | 55 — бензин А-72                                                                 | 55 — бензин А-72                                                                 |
| Заправні об'єми, л, та рекомендовані експлуатаційні матеріали | система охолодження двигуна                                 | 14 — вода або антифриз                                                           | 14 — вода або антифриз                                                           |
| Заправні об'єми, л, та рекомендовані експлуатаційні матеріали | система змащення двигуна                                    | 6,2 — влітку М12Г або М12ГИ, взимку М8ГЧ або М8ГИ, всесезонне — М6з/ЮГ           | 6,2 — влітку М12Г або М12ГИ, взимку М8ГЧ або М8ГИ, всесезонне — М6з/ЮГ           |
| Заправні об'єми, л, та рекомендовані експлуатаційні матеріали | картер коробки передач                                      | 0,8 — ТСп-14 або ТАп-15В                                                         | 0,8 — ТСп-14 або ТАп-15В                                                         |
| Заправні об'єми, л, та рекомендовані експлуатаційні матеріали | картер рульового механізму                                  | 0,25 — ТСп-14 або ТАп-15В                                                        | 0,25 — ТСп-14 або ТАп-15В                                                        |
| Заправні об'єми, л, та рекомендовані експлуатаційні матеріали | картер ведучого моста                                       | 1,2 — мастило для гіпоїдних передач                                              | 1,2 — мастило для гіпоїдних передач                                              |
| Заправні об'єми, л, та рекомендовані експлуатаційні матеріали | гідравлічна система гальм і зчеплення                       | 0,7 — гальмівна рідина «Нева»                                                    | 0,7 — гальмівна рідина «Нева»                                                    |
| Заправні об'єми, л, та рекомендовані експлуатаційні матеріали | повітряний фільтр                                           | 3,2 — 0,15 — мастило для двигуна                                                 | 3,2 — 0,15 — мастило для двигуна                                                 |
| Заправні об'єми, л, та рекомендовані експлуатаційні матеріали | амартизатори                                                | два передніх по 0,14 і два задніх по 0,23 — масло веретенне АУ                   | два передніх по 0,14 і два задніх по 0,23 — масло веретенне АУ                   |
| Заправні об'єми, л, та рекомендовані експлуатаційні матеріали | бачок омивача вітрового скла                                | 1,5 — рідина НИИСС-4 в суміші з водою                                            | 1,5 — рідина НИИСС-4 в суміші з водою                                            |
| Маса агрегатів, кг                                            | двигун з устаткуванням і зчепленням                         | 205                                                                              | 205                                                                              |
| Маса агрегатів, кг                                            | коробка передач                                             | 27                                                                               | 27                                                                               |
| Маса агрегатів, кг                                            | карданні вали                                               | 14                                                                               | 14                                                                               |
| Маса агрегатів, кг                                            | передній міст                                               | 112                                                                              | 112                                                                              |
| Маса агрегатів, кг                                            | задній міст                                                 | 89                                                                               | 89                                                                               |
| Маса агрегатів, кг                                            | кузов                                                       | 880                                                                              | 880                                                                              |
| Маса агрегатів, кг                                            | колесо в зборі з шиною                                      | 27                                                                               | 27                                                                               |
| Маса агрегатів, кг                                            | радіатор                                                    | 12,5                                                                             | 12,5                                                                             |